# Brønderslev Hot Shots FC
Brønderslev Hot Shots FC er en floorballklub, hvis førstehold spiller i den bedste danske liga i vestdivisionen. Klubben blev oprettet i 1991 med hjemmebane i Brønderslev, Nordjylland.
Holdets bedste placeringer er 6 sølvmedaljer senest i sæsonen 2009-10.

## Spillertruppen 11/12
| 9  | Danmark | Dennis L. Hansen (Back)         |
| 52 | Danmark | Jacob Strøm (Back)              |
| 22 | Danmark | Morten Bager (Back)             |
| 83 | Danmark | Matias Thomsen (Back)           |
| 10 | Sverige | Johan Uppstrøm (Back)           |
| 97 | Sverige | Rasmus Luther (Back)            |
| 27 | Danmark | Anders Tengnagel (Forward)      |
| 12 | Danmark | Mikkel Krogh (Forward)          |
| 87 | Sverige | Jesper Engström (Forward)       |
| 71 | Sverige | Jocke Gustafsson (Forward)      |
| 26 | Danmark | Simon Thomsen (Forward)         |
| 44 | Danmark | Niklas Juul Jensen (Center)     |
| 31 | Danmark | Mads Bastian (Center)           |
| 26 | Danmark | Martin Lind Rasmussen (Forward) |

| 50 | Danmark | Danni Jensen (Keeper)      |
| 28 | Sverige | Niklas Karlsson (Keeper)   |
| 1  | Danmark | Kenneth Moosegard (Keeper) |

### Ledelse
- Cheftræner: Kim Olesen
- Holdleder: Anders Østergaard